# Semence fermière
 (février 2019).
Une semence fermière ou semence de ferme désigne une variété de semence issue des mises en culture par un agriculteur, que celui-ci sélectionne et multiplie, dans le but d'ensemencer ses champs pour la mise en culture suivante. Elle se distingue d'une semence paysanne en ce qu'elle concerne des semences certifiées tandis que les semences paysannes, qui n'ont pas de statut en droit de la propriété intellectuelle, portent sur des variétés, souvent anciennes, du domaine public.
Si, de temps immémorial, les paysans ont toujours ressemé et échangé librement leurs semences, l'adoption, généralisée par eux, de « semences améliorées » développées par les sélectionneurs a suscité, et suscite encore, un conflit parfois vif entre ces acteurs, que ce soit en France, en Europe, ou dans le reste du monde développé ou non. Dans les années 1990, l'inscription dans divers traités internationaux de ce qui a alors été désigné comme le privilège de l'agriculteur (à ressemer), est venue contrebalancer la généralisation des droits de propriété sur les végétaux. Toutefois la coexistence de divers échelons de normes, de nature et de visées différentes sinon contradictoires, est parfois problématique. Ainsi en France, le décalage entre la norme européenne et le droit national qui a prévalu entre 1994 et 2011 a contribué au développement des semences de fermes dans un climat de tension et de conflit judiciaire. La loi du 8 décembre 2011, qui encadre désormais cette pratique et donne une existence légale au triage à façon, peut être vue soit comme la reconnaissance par l’État d'un droit immémorial, soit comme l'ultime étape d'un processus d'aliénation de l'agriculteur à l'industrie. Le débat cristallise des enjeux plus vastes que le seul domaine agricole, économiques, sociaux et environnementaux.
En 2004, 2008 et 2012 les semences de ferme représentaient en moyenne 40 % des surfaces de céréales en France,.

## Cadre législatif et réglementaire en France
Le 2 décembre 1961 est signée entre différents États européens la convention UPOV. La France ne transpose que tardivement cette réglementation. le 11 juin 1970, les semences de ferme y deviennent illégales au terme de la loi no 70-489. L'adoption de cette réglementation n'a que peu d'effet : la baisse du prix des céréales incite les agriculteurs à s'épargner le rachat de semences chaque année. Ce développement des semences de ferme est facilité par l'apparition d'entreprises spécialisées de triage à façon.
Les sélectionneurs ne disposant pas de moyens pratiques pour faire valoir leurs droits, l'usage des semences de ferme est resté largement toléré en France.
En 1988 toutefois, une décision de justice — condamnation de la coopérative de Dijon pour contrefaçon — incline les représentants des obtenteurs et des agriculteurs céréaliers à la concertation sous l'égide du ministre de l'agriculture. Ce processus débouche le 4 juillet 1989 sur un accord interprofessionnel qui vient limiter l'usage des semences de ferme : les exploitants sont autorisés, dans un but d'autoconsommation, à reproduire des semences certifiées, à la condition que les opérations se limitent aux capacités des moyens matériels de la ferme et de l’entraide agricole. Ce droit est reconnu aux seuls agriculteurs équipés pour cribler et traiter eux-mêmes leurs semences.
Cet accord rencontre l'hostilité des trieurs à façon et des agriculteurs qui résistent à toutes les demandes de déclaration de leurs surfaces et à toute forme de prélèvement : il n'a que peu d'effet. En 1992 se constitue la Coordination nationale pour la défense des semences de ferme (CNDSF) hostile à la transposition en droit national de la nouvelle version de la Convention sur les obtentions végétales adoptée l'année précédente.
Alors que le privilège de l'agriculteur, certes très encadré, est reconnu en droit européen et international, et faute d'une évolution de la réglementation française, la situation se tend entre les différents acteurs. En 1999, le gouvernement nomme un médiateur dont les efforts aboutissent à un compromis sur le blé tendre en 2001.
L'accord interprofessionnel signé en 2001 entre les obtenteurs français et la FNSEA déclenche le prélèvement d’une « contribution volontaire obligatoire » (CVO) sur les livraisons de blé tendre : tout cultivateur de blé tendre doit payer 50 centimes par tonne de blé lors de la livraison de sa récolte. Les aides de la PAC sont ensuite conditionnées par la fourniture de la preuve d'achat de semences certifiées. L'accord continue d'interdire l'échange de semences entre agriculteurs.
La loi du 8 décembre 2004 relative à la protection des inventions biotechnologiques  — transposition en droit français de la directive européenne de 1998 — vient brouiller le cadre juridique en permettant un brevet sur les plantes issues de la technique du génie génétique qui donne à l'agriculteur un droit d'usage sur la semence qu'il a achetée.
À partir de cette date, différents projets de lois vont tenter d'apporter une solution cohérente, plus générale et plus fondée en droit : en 2006 un projet échoue (dans des conditions à déterminer) ; la loi du 27 juillet 2010 sur la modernisation agricole rencontre sur ce point l'opposition des sénateurs ; la solution sera apportée par la loi du 28 novembre 2011.

### Loi du 8 décembre 2011
La loi du 8 décembre 2011 (publiée au Journal officiel du 10 décembre 2011), issue de la proposition de loi du sénateur UMP Christian Demuynck et qui se veut une transposition du règlement européen de 1994 sur la protection des obtentions végétales, vient autoriser l'autoproduction de semences de ferme en la conditionnant au paiement d'une « contribution volontaire obligatoire ».

#### Dispositions de l'UPOV de 1991
Alors que la convention UPOV de 1961 ignorait la question des semences de ferme, la convention de 1991, qui étend les droits des obtenteurs, en encadre strictement la pratique. La convention révisée transforme le « privilège des agriculteurs » à réensemencer leurs champs avec la récolte des variétés végétales protégées en « exception facultative […] dans des limites raisonnables » et « sous réserve de la sauvegarde des intérêts légitimes de l'obtenteur ». La convention laisse les États libres d'inscrire ou non ce privilège dans leur droit interne suivant des modalités également laissées à leur discrétion.

#### Dispositions du règlement CE de 1994
Le 27 juillet 1994, le Conseil Européen adopte le règlement CE no 2100/94 instituant une protection communautaire des obtentions végétales. Celle-ci accorde aux exploitants une licence légale autorisant la semence de ferme. En son article 14, le règlement circonscrit ce droit à un nombre limité d'espèces (21) dont il établit la liste ; les variétés hybrides ou synthétiques ne peuvent être utilisées comme semence de ferme. Le règlement ne fixe aucune limite quantitative à ce droit, restreignant toutefois le volume aux besoins de l'entreprise agricole (ce qui doit être compris comme interdisant l'échange, même gratuit, de semences).

#### Transposition française
« Par dérogation à l'article L. 623-4, pour les espèces énumérées par le règlement (CE) no 2100/94 du Conseil du 27 juillet 1994 instituant un régime de protection communautaire des obtentions végétales ainsi que pour d'autres espèces qui peuvent être énumérées par décret, les agriculteurs ont le droit d'utiliser sur leur propre exploitation, sans l'autorisation de l'obtenteur, à des fins de reproduction ou de multiplication, le produit de la récolte qu'ils ont obtenu par la mise en culture d'une variété protégée. Cette utilisation ne constitue pas une contrefaçon. » (Art. L. 623-24-1 du Code français de la propriété intellectuelle du 1er juillet 1992, tel que modifié par les lois n° 2011-1843 du 8 décembre 2011 et n° 2014-1170 du 13 octobre 2014).
La loi n'autorise l'agriculteur à ressemer une partie de sa propre récolte issue de variétés commerciales protégées par un COV que pour 21 espèces de cultures agricoles : des céréales (avoine, orge, riz, alpiste des Canaries, seigle, triticale, blé tendre, blé dur, épeautre), les pommes de terre, des oléagineux et des plantes à fibres (colza, navette, lin oléagineux) enfin des plantes fourragères (pois chiche, lupin jaune, luzerne, pois fourrager, trèfle d’Alexandrie, trèfle de Perse, féverole et vesce commune).
Le texte offre la possibilité d'ouvrir le dispositif à d'autres espèces, notamment les cultures intermédiaires pièges à nitrates (CIPAN).
La loi prévoit des négociations interprofessionnelles dans le cadre du GNIS pour fixer les modalités de rémunération des obtenteurs.
Les petits agriculteurs (qui produisent en dessous de 95 tonnes de blé sur une année de récolte), au sens du règlement (CE) no 2100/94 du Conseil du 27 juillet 1994, ne sont pas assujettis à cette loi.
La loi légalise le triage à façon.
Un décret de 2014 élargit à 13 espèces supplémentaires la possibilité pour les agriculteurs de faire leurs semences de ferme de variétés protégées : 5 espèces fourragères (trèfle violet, trèfle incarnat, ray grass d'Italie, ray grass hybride, gesses), 1 espèce oléagineuse (soja), 2 plantes de couverture des sols (moutarde blanche, avoine rude), 3 espèces protéagineuses (pois protéagineux, lupin blanc, lupin bleu) et 2 espèces potagères (lentille, haricot).

## Intérêt de la semence de ferme
Selon la Coordination nationale, l'agriculteur peut adapter la dose sur semences au besoin de son assolement.

## Triage des semences
Selon le GNIS, sur les 950 000 tonnes de semences agricoles utilisées en 2011 en France, 42 % étaient des semences de ferme, dont la moitié étaient triées et préparées directement par les agriculteurs ou des Cuma, le reste l'étant par des entreprises spécialisées, des coopératives ou des négociants.
L'utilisation d'entreprise spécialisée offre la possibilité d'un service à la carte selon le Staff (Syndicat des trieurs à façon de France). Il est possible de moduler la quantité de semence triée et d'adapter le traitement phytosanitaire au dernier moment .
En décembre 2010 est créée, à l’initiative des trieurs français et anglais, l’Emsa (European mobile seed association).

## Impact économique
En 2014 44 % des surfaces en céréales en France sont issues de semences de ferme (réf. Agreste) ; 300 000 agriculteurs y auraient recours.[réf. nécessaire] En 2017, 60% des agriculteurs français utilisent des semences fermières.